# Cristianos y judíos en al-Ándalus

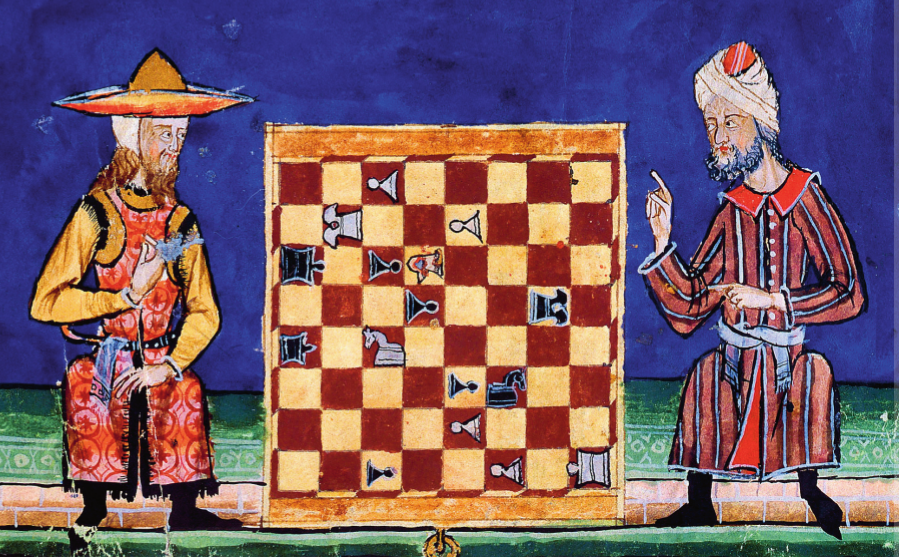
Miniatura del Libro del ajedrez, dados y tablas de Alfonso X el Sabio que representa a un judío (izquierda) y a un musulmán (derecha) jugando al ajedrez.

Los cristianos y judíos en Al-Ándalus recibieron el estatus de dhimmis (‘protegidos’) como gentes del libro y no fueron obligados a convertirse al islam por el nuevo poder árabe que se estableció en la península ibérica ―llamada por los árabes Al-Ándalus―, tras su conquista en 711. Su situación cambió con la llegada de los almorávides a finales del siglo XI y sobre todo con la implantación del Imperio Almohade a mediados del siglo XII. En este último siglo, según María Jesús Viguera, «apenas quedó una minoría de no-musulmanes».

## Arabización e islamización de la península ibérica
Hasta al menos el siglo XI las conquistas islámicas no fueron guerras de conversión, sino guerras destinadas a establecer el dominio político y obtener un botín y después impuestos. Eso es lo que explica que la mayoría de los habitantes del Imperio Islámico en los primeros siglos no fueran musulmanes. Sin embargo, esto no quiere decir que el imperio se basara en la igualdad de sus habitantes, algo que no tendría ningún sentido en la Edad Media. Así, el poder islámico se ocupó de organizar la coexistencia con las otras comunidades religiosas, como cristianos y judíos, que aunque podrían ser mayoritarias numéricamente eran minoritarias jurídicamente ―estaban discriminadas en el sentido neutro del término―, mediante el pacto de la dhimma (‘protección’), que incluía la distinción entre comunidades, el desarme de los dhimmi y el pago de un impuesto (la djiziya) superior al que pagaban los musulmanes.
Los musulmanes seguían las enseñanzas del Corán que consideraba que los cristianos y judíos, en tanto que «gentes del Libro», no debían ser convertidos a la fuerza al islam y eran merecedores de un trato especial, la dhimma. Los dhimmi (en árabe ذمّي , "protegidos") tenían garantizadas la vida, la propiedad de sus bienes y la libertad de culto, así como un alto grado de autonomía jurídica, que les permitía, por ejemplo, acudir a sus propios tribunales para dirimir los asuntos de sus comunidades. Sin embargo sus condes y obispos eran estrechamente controlados por las autoridades islámicas especialmente para asegurarse el pago del impuesto específico que, como ha destacado Cyrille Aillet, constituía en efecto «uno de los signos tangibles de la inferioridad de los dhimmi respecto a los musulmanes».

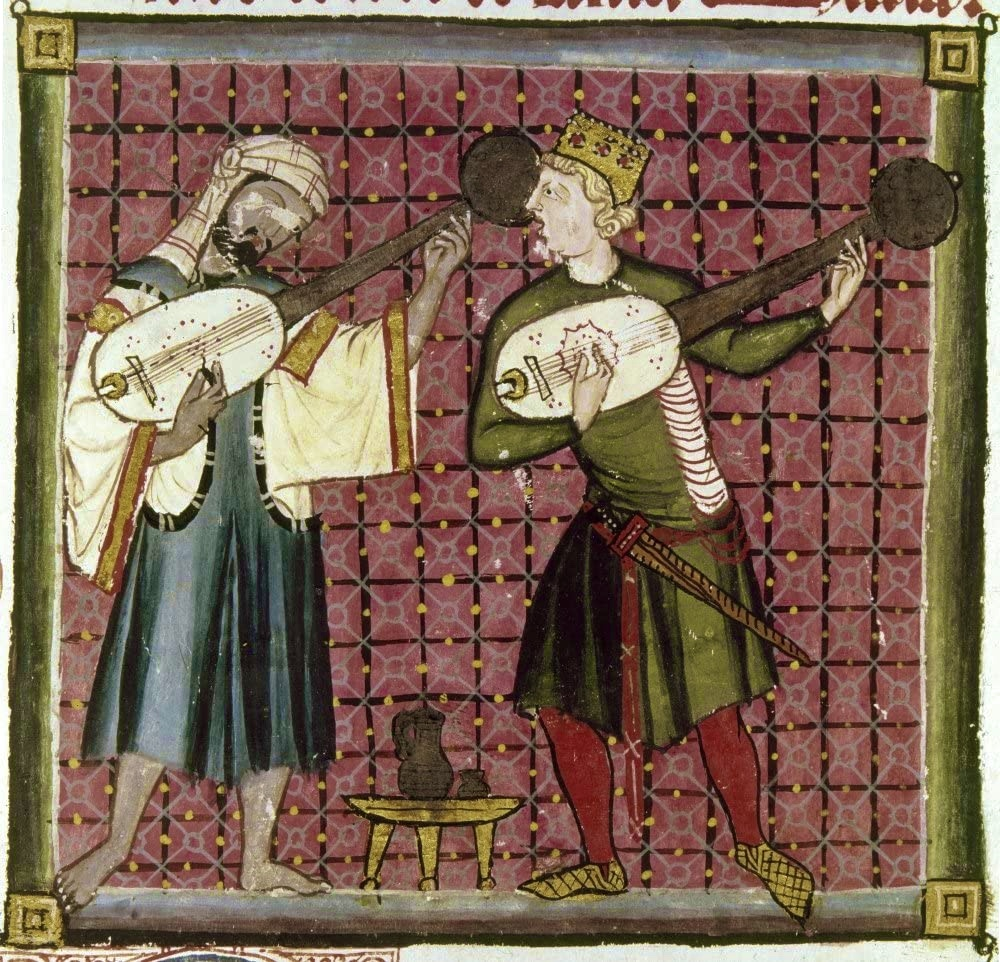
Miniatura de las Cantigas de Santa María en la que aparecen un musulmán y un cristiano tocando la baldosa.

Aunque el objetivo de las conquistas musulmanas, al menos en los primeros siglos, no fue la asimilación y la conversión de los habitantes de los territorios dominados, se produjo en prácticamente todos ellos un proceso de arabización y de islamización. En cuanto a la arabización, como ha destacado Eduardo Manzano Moreno, «la mayor parte de las sociedades afectadas por las conquistas acabarán definiéndose por unos patrones culturales inequívocamente árabes» y cuyo «rasgo más visible fue la adquisición de la lengua árabe» ―la excepción más destacada sería la de Irán que conservó la lengua persa, aunque escrita con caracteres árabes―. Para Al-Ándalus este historiador pone como ejemplo el caso del poeta de origen toledano Yirbib ibn Abd Allah que escribió en árabe y siguiendo la métrica oriental, cuando cien años antes sus antepasados hablaban latín y tenían como referente cultural el mundo romano y cristiano. Otro ejemplo podría ser el de Ibn Hazm, uno de los grandes poetas árabes, cuyos antepasados es prácticamente seguro que fueron hispanos convertidos en algún momento al islam.
La consecuencia final del proceso de arabización fue que los hispanos se convirtieron en árabes al producirse «la fusión de conquistadores y conquistados y la arabización completa de estos últimos. El resultado fue que varias generaciones después de la conquista mucha gente había perdido la conciencia de sus ancestros indígenas». Así pues, «tiempo después de la conquista militar, los descendientes de los hispanos sometidos comenzaron a convertirse en árabes desde el punto de vista cultural y lingüístico: algunos siguieron manteniendo su religión cristiana ―los llamados mozárabes―, mientras que otros muchos se convirtieron al islam». Como ha destacado María Jesús Viguera, «los Omeyas de Córdoba, por rango y objetivos políticos, exhibieron con intensidad su condición islámica y su arabidad, y así se fueron consolidando en al-Andalus los procesos de islamización y de arabización». Esto fue especialmente evidente en el caso de los muladíes ―de los cristianos convertidos al islam―. «La arabo-islamización de los muladíes fue tan densa que, desde el siglo X en adelante, aparecen plenamente fundidos en la entidad andalusí».
La arabización alcanzó también a los habitantes de Al-Ándalus que se mantuvieron fieles a la religión cristiana, por lo que serán conocidos como mozárabes. Así un siglo y medio después de la conquista el mozárabe Álvaro de Córdoba se quejaba de que en su ciudad solo existiera un cristiano entre mil que pudiera redactar una carta en latín, mientras que muchos jóvenes cristianos se dedicaban a escribir poesías en árabe o a realizar juegos retóricos en esa lengua ―«en un grupo, pues, no islamizado los progresos de la arabización lingüística habían sido tales que el latín estaba viéndose relegado cada vez más. De ahí la preocupación expresada por Álvaro de Córdoba», comenta Eduardo Manzano Moreno―. Por esa misma época, el gobernador árabe de Mérida solo encontró a un viejo clérigo cristiano que fuera capaz de traducirle las antiguas inscripciones en latín que abundaban en la ciudad. Cien años después, a mediados del siglo X, los textos bíblicos y litúrgicos cristianos tuvieron que ser traducidos al árabe para que pudieran ser comprendidos por la comunidad mozárabe porque esta apenas entendía ya el latín.
Hasta el siglo XI los cristianos de Al-Ándalus todavía utilizan el romance derivado del latín para comunicarse entre ellos y como lengua litúrgica, pero también dominaban el árabe porque era la lengua de los vencedores y de la administración, y también la lengua de la ciencia y de la cultura. Esta sería la razón por la que el árabe acabaría imponiéndose al romance.
Por otro lado la arabización e islamización se vio favorecida en Hispania, contrariamente a lo había sucedido en otros lugares, por el hecho de que «los conquistadores no se establecieron en ciudades-guarnición aislándose de la población indígena, sino que se desperdigaron por todo el país». Se pusieron así «las bases para una asimilación que con el paso del tiempo no haría más que perdurar».
En conclusión, según Eduardo Manzano Moreno, «la formación de al-Andalus supuso… la gestación de una sociedad definida por unas señas de identidad árabes e islámicas. Estas señas acabaron siendo a la larga más importantes que los orígenes étnicos de sus gentes», fueran estos árabes, bereberes o hispanos. «Nada de esto ocurrió de la noche a la mañana. Tuvieron que pasar décadas e incluso siglos para que esa homogeneidad cultural y religiosa acabara por imponerse». En este sentido Manzano Moreno recalca que «el intento de hacer de la “España musulmana” un territorio histórico cuyo carácter “hispano” le habría diferenciado de las sociedades norteafricanas y orientales carece de cualquier fundamento». En Al-Ándalus, «la posición dominante de los conquistadores hizo desde el primer momento impensable una asimilación por parte de la población indígena, aunque ésta fuera numéricamente superior» ―se calcula que los conquistadores no superarían los cien mil hombres mientras que la población hispana rondaría los dos millones de personas―. Un ejemplo sería el cambio de nombre de la península que de Hispania pasó a llamarse Al-Ándalus.
Según María Jesús Viguera la arabización comenzó a producirse antes que la islamización. Así por ejemplo en la ciudad de Córdoba a mediados del siglo IX seguía habiendo cristianos pero estos estaban casi completamente arabizados. Lo mismo sucedió con los cristianos que emigraron a los reinos cristianos del norte a lo largo del siglo IX. Esta historiadora constata que la conversión al islam de los habitantes de la península no se produjo en tiempos de la conquista sino progresivamente hasta culminar el proceso en el siglo XI, periodo en el que ya no hay prácticamente cristianos ―y muy pocos judíos― en al-Ándalus a causa de las conversiones y de la emigración al norte. El punto de inflexión se produciría, según esta historiadora, en el siglo X cuando el número de musulmanes superaría por primera vez al de los cristianos. Este mismo punto de vista es el que sostiene Cyrille Aillet que afirma que fue en el siglo X cuando la religión musulmana se convirtió en mayoritaria en al-Ándalus, no solo en las ciudades sino también en los campos.

## Los cristianos de Al-Ándalus: los mozárabes

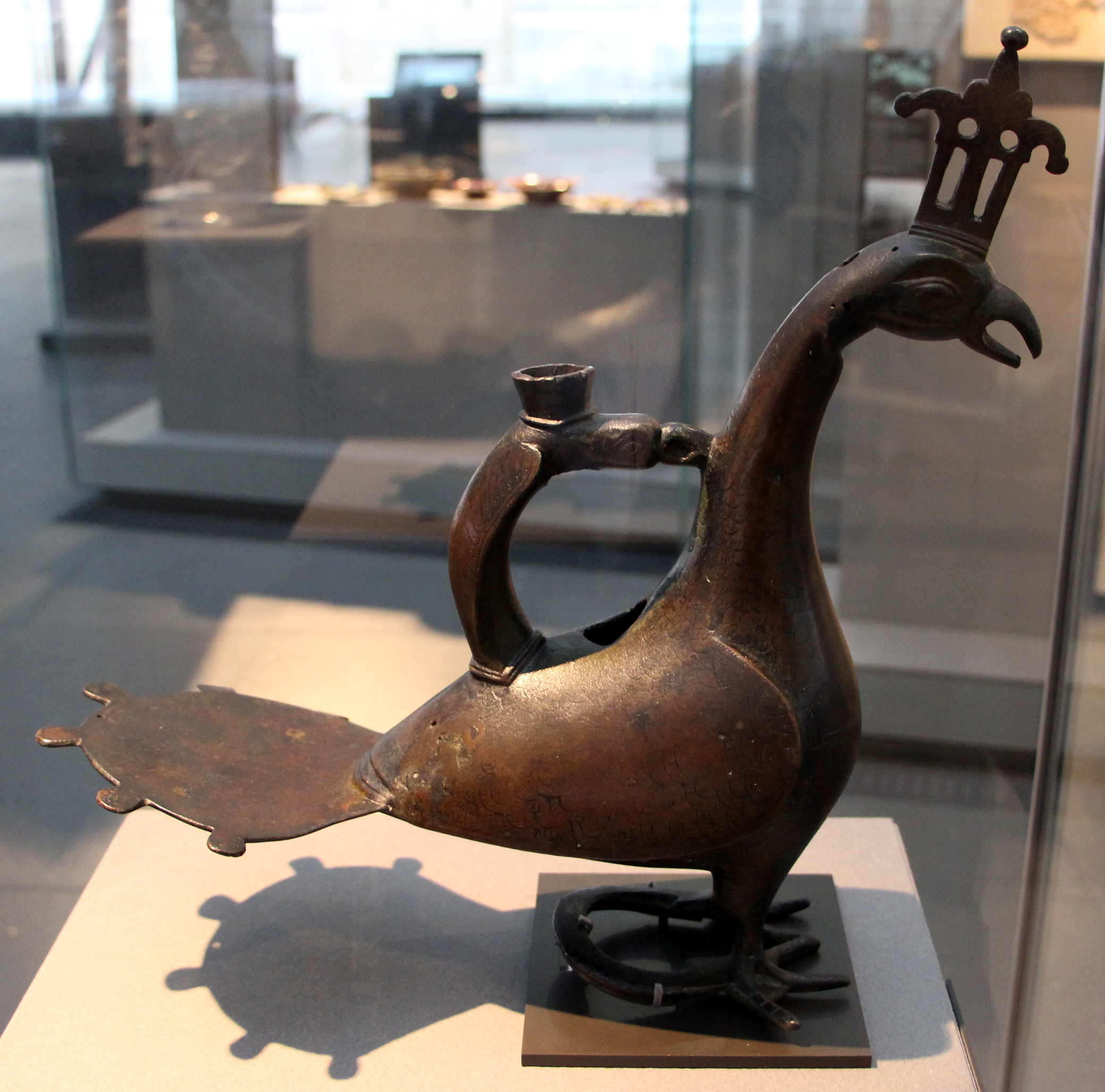
Aguamanil en forma de pavo conservado en el Museo del Louvre que lleva una inscripción bilingüe en árabe y en latín encriptada pero que se puede interpretar como la fecha de la fabricación (año 972) y el nombre del artista, Abd al-Malik al-Nasrani, es decir "el cristiano". Se trataría de la obra de un broncista mozárabe de Al-Ándalus que quizás trabajaba en la corte de Medina Alzahira bajo el califato de Al-Hakam II.

Los cristianos en Al-Ándalus fueron designados como mozárabes pero no por los musulmanes sino por los cristianos del norte cuando aquellos emigraban a sus territorios para señalar su especificidad lingüística: hablaban árabe, y no una lengua romance derivada del latín. El primer documento en que aparece el término es del reino de León y está fechado en 1024.
Los invasores musulmanes llevaron a cabo pactos con miembros de la aristocracia visigoda, lo que explicaría entre otras razones la rápida conquista de Hispania por el ejército del califa de Damasco, comandado por su gobernador en el norte de África, Musa ibn Nusayr, y su lugarteniente Tariq ibn Ziyad. Una de las consecuencias de estos pactos fue la formalización de alianzas matrimoniales entre los jefes del ejército invasor y las hijas de la aristocracia local. Uno de los de mayor repercusión fue el matrimonio del hijo de Musa ibn Nusayr, Abd al-Aziz ibn Musa, con Egilona, la viuda del rey visigodo Rodrigo. Dado que la filiación entre los árabes seguía siempre la línea masculina, estos matrimonios dieron nacimiento a linajes árabes que en algunos casos arraigaron en determinadas zonas de Al-Ándalus, como los Banu Hayyay en Sevilla o los Banu Jattab en Murcia. Según la ley islámica los hijos tenidos en esos matrimonios eran automáticamente considerados musulmanes, aunque fueran educados en la fe cristiana por sus madres.
Estas uniones entre mujeres cristianas y hombres musulmanes fueron criticadas por el papa Adriano I en una carta escrita hacia el año 791. En ella el papa se quejaba de que en ‘’Hispania’’ muchos cristianos entregaban a sus hijas a los infieles. Varias décadas después, en un concilio de obispos celebrado en Córdoba, se volvieron a condenar estos matrimonios mixtos.
También hubo jefes militares visigodos que se convirtieron al islam para sellar el pacto con los invasores. El caso más importante fue el de Casius que logró conservar sus dominios del alto Ebro. Así nació la poderosa dinastía de los Banu Qasi que gobernaría la región durante mucho tiempo.
En las ciudades los protagonistas de los pactos fueron los obispos quienes a cambio de reconocer el nuevo poder consiguieron que las comunidades cristianas que ellos encabezaban pudieran seguir practicando su religión.
La controversia que mantuvieron el arzobispo de Toledo Elipando y el monje del reino de Asturias Beato de Liébana a finales del siglo VIII a propósito del adopcionismo defendido por el primero certificó la ruptura entre los herederos de la antigua iglesia visigoda y las nuevas tendencias que estaban configurando la Cristiandad occidental. Este progresivo aislamiento y debilitamiento de los mozárabes andalusíes ―a mediados del siglo IX ya solo quedan menos de la mitad de los obispos de la época visigoda―  explicaría en gran medida la búsqueda del martirio voluntario por parte de un grupo de mozárabes de Córdoba alentados por el clérigo Eulogio de Córdoba.
Eulogio consiguió convencer a varias decenas de cristianos de Córdoba para que se presentaran ante el juez musulmán (cadí) y profirieran insultos contra la religión musulmana y el profeta Mahoma, teniendo la seguridad de que serían condenados a muerte porque la ley islámica prohíbe la blasfemia contra el Profeta y su religión. Así fueron ajusticiados en la década del 850 unos cincuenta mozárabes cordobeses, incluyendo al propio Eulogio, ejecutado en el 859. Las autoridades eclesiásticas, que mantenían una actitud conciliadora con el poder musulmán, rechazaron conceder la calidad de mártires a los que habían sido ajusticiados pues según ellas no habían sido víctimas de ninguna persecución sino que se habían auto inmolado al desafiar públicamente los dogmas del Islam.
Eduardo Manzano Moreno ha interpretado este movimiento martirial voluntario como «una reacción desesperada de gentes desesperadas». «La islamización creciente de la población estaba provocando una gradual pérdida de control social por parte de unos grupos acomodados acostumbrados a dotar iglesias o constituir dominios monásticos en manos de familiares cercanos. Los templos desiertos u ocupados por musulmanes eran testigos de lo imparable de un fenómeno que no se debía a una orden concreta de los emires, sino al imparable proceso de islamización que estaba transformando la sociedad andalusí». De hecho se ha calculado que alrededor de la mitad de los ulemas y alfaquíes andalusíes eran de origen hispano.

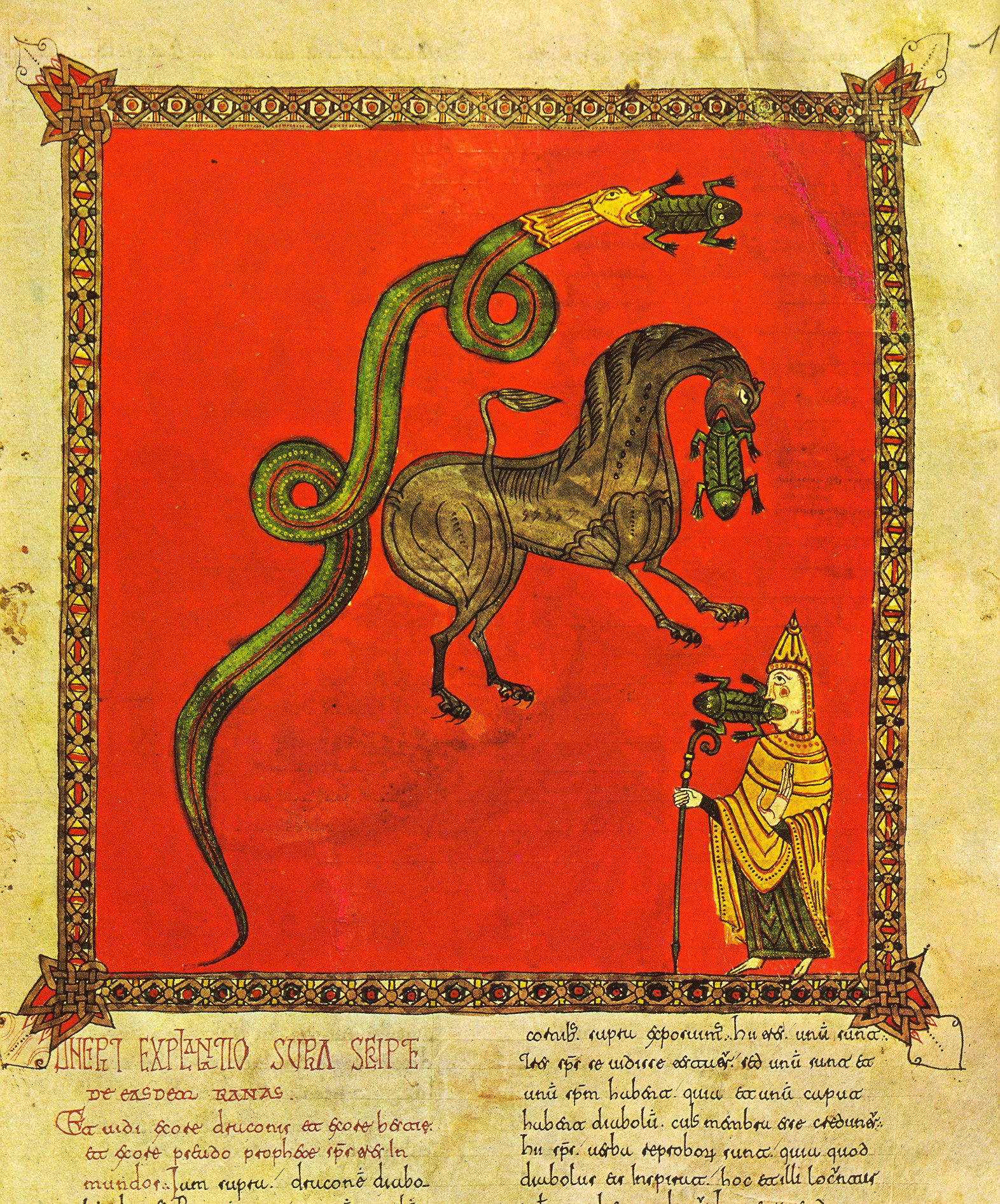
Miniatura del manuscrito mozárabe Beato de Burgo de Osma (1086) que representa una escena del Apocalipsis. San Juan ve salir de las bocas del "falso profeta", del dragón y de la Bestia tres "espíritus impuros" en forma de ranas. El fondo escarlata rodeado por unos bordes decorados recuerda las obras de los tejedores en tierras del Islam.

El proceso de islamización afectó incluso a los enterramientos pues los cementerios mozárabes «comenzaron a albergar junto a difuntos enterrados siguiendo el ritual cristiano, otros con los cuerpos recostados sobre sus costados izquierdos, siguiendo así el rito musulmán».
Uno de los instrumentos de la islamización fueron los matrimonios mixtos entre musulmanes y cristianas ―condenados por el papa Adriano I y por un concilio de obispos reunido en Córdoba en el año 836― pues estas mujeres pasaban a formar parte de la familia del marido y los bienes que aportaban ya no revertirían a su muerte al linaje cristiano ni podrían ser donados a la Iglesia.
Como ha destacado Eduardo Manzano Moreno, la consecuencia de la intensificación del proceso de islamización fue que «ahora muchas sedes episcopales languidecían o habían sido abandonadas, basílicas e iglesias se habían derrumbado o convertido en mezquitas por falta de clérigos y de fieles, y antiguos linajes cristianos habían desaparecido o se habían islamizado. Los cambios afectaban incluso a la propia lengua. El latín estaba experimentando un imparable declive, siendo sustituido por el árabe incluso entre los propios cristianos». De hecho a mediados del siglo IX ya solo quedaban una veintena de obispos, menos de la mitad que en época visigoda. En esas fechas la población cristiana se concentraba en el valle del Ebro, en Extremadura, en el sur de Lusitania y en la antigua Bética ―Córdoba, Sevilla, Málaga y Granada albergarán población cristiana hasta el siglo XII―. En cambio en el este y el centro de la península son prácticamente inexistentes.
Y por otro lado las propias autoridades eclesiásticas consideraban imparable el proceso de arabización de sus comunidades cristianas como lo demostraría el hecho de que el arzobispo de Sevilla alentara el aprendizaje del árabe y que él mismo hubiera escrito un comentario sobre la Biblia en esa lengua. De hecho, como ha destacado Cyrille Aillet, «en la segunda mitad del siglo IX aparecen las primeras traducciones del latín al árabe para responder a las exigencias de un público cada vez más arabófono». Hafs ibn Albar, el único autor mozárabe que gozará de un cierto reconocimiento, realiza en 889 una traducción de los salmos al árabe. En el siglo X aparecen dos traducciones de los Evangelios, una realizada en Córdoba en 946 por Ishaq ibn Balashq, y la otra por un autor desconocido, pero que será utilizada por el erudito musulmán Ibn Hazm.
Los mozárabes jugaron un papel marginal en Al-Ándalus ya que fueron mucho menos influyentes y ocuparon menos puestos en la administración que sus correligionarios de Oriente y tampoco hicieron una aportación importante a la cultura andalusí, con la única excepción de Hafs ibn Albar.
Al producirse la caída del Califato de Córdoba en 1031 los mozárabes pierden la protección que les daba el poder central y su número se va reduciendo durante los reinos de taifas, período durante el que ya solo cuentan con una decena de obispos. Con la llegada de los almorávides a finales del siglo XI los mozárabes se ven marginados y algunas de sus iglesias son destruidas por orden del emir ―en 1099 ordenó destruir una iglesia cerca de Granada, tras el dictamen de los alfaquíes― y algunas comunidades, como la de Málaga, son deportadas al norte de África. En su ayuda el rey de Aragón Alfonso el Batallador organiza una expedición que llega a los muros de Granada en 1125-1126, sin conseguir tomar la ciudad. A su regreso al reino de Aragón varios miles de mozárabes deciden acompañarlo y los que se quedan son víctimas de represalias. Sus bienes son confiscados y son expulsados al norte de África los mozárabes de Granada, Córdoba y Sevilla. Cuando llegan los almohades en 1147 ya sólo quedan cinco obispos, los cuales se refugian en Toledo. «La existencia del cristianismo arabizado se apaga entonces poco a poco en territorio islámico, para prolongarse todavía algún tiempo en Castilla», concluye Cyrille Aillet.

## Los judíos de Al-Ándalus

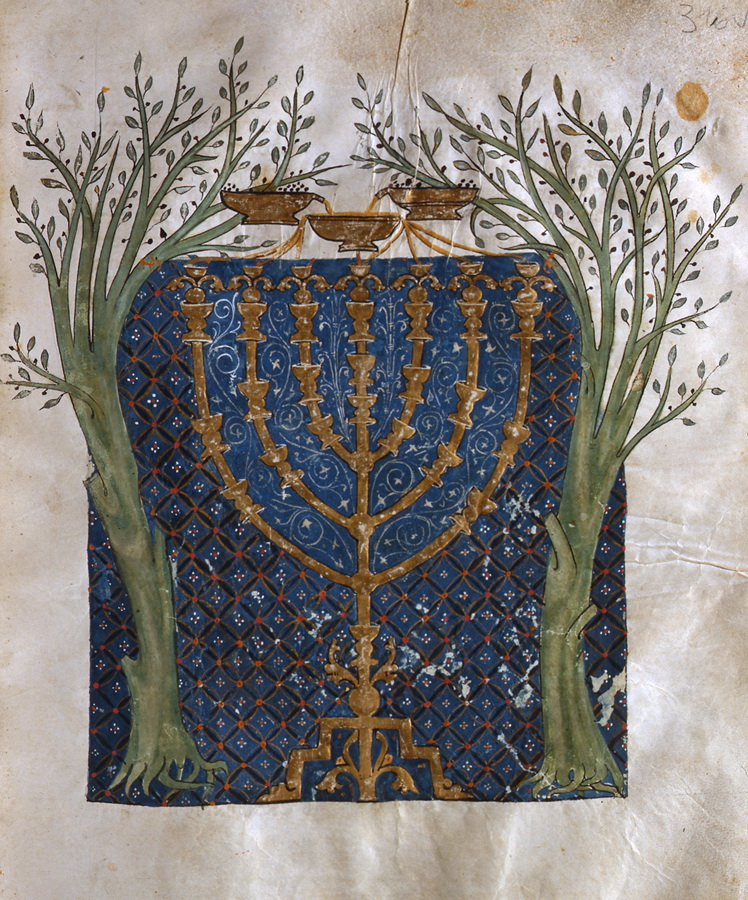
Menorá en una biblia judía iluminada por Yosef Asarfati en Cervera.

Para los judíos la invasión musulmana de la península ibérica del 711 significó el fin de la persecución a la que habían sido sometidos por los monarcas visigodos y por la Iglesia católica. Sigue siendo objeto de debate si pidieron ayuda a los musulmanes del otro lado del estrecho de Gibraltar ―Claudio Sánchez Albornoz llegó a calificar a los judíos de quinta columna de la invasión musulmana―, pero está comprobado que los recibieron con los brazos abiertos y que colaboraron con ellos en la custodia de algunas ciudades, como Córdoba ―en la que también colaboraron en su conquista―, Sevilla, Granada o Elvira, mientras los ejércitos de Tariq y de Musa seguían avanzando hacia el norte. A lo largo de la Edad Media se fue extendiendo en los reinos cristianos, no sólo en los peninsulares, el mito de la «traición» de los judíos aliados con los musulmanes para destruir a los cristianos ―la creencia de que habían entregado Toledo estaba muy extendida―, mito que se intensificará durante las Cruzadas (1099-1291).
Los musulmanes, siguiendo las enseñanzas del Corán, consideraban que los judíos, en tanto que «gentes del Libro», no debían ser convertidos a la fuerza al islam y eran merecedores de un trato especial, la dhimma. Los dhimmi (en árabe ذمّي , "protegidos") tenían garantizadas la vida, la propiedad de sus bienes y la libertad de culto, así como un alto grado de autonomía jurídica, que les permitía, por ejemplo, acudir a sus propios tribunales para dirimir los asuntos de sus comunidades. Sin embargo, a pesar de las garantías que les ofrecía la condición de dhimmis parece que muchos judíos acabaron convirtiéndose al islam a lo largo de los siglos siguientes a la conquista aunque carecemos de cifras concretas.
Como contrapartida, estaban sujetos a impuestos específicos, debían aceptar una situación social inferior y someterse a discriminaciones diversas ―tenían que llevar vestidos, sombreros, cabalgaduras y hasta nombres distintos de los musulmanes―, teniendo negado el acceso a la mayor parte de los cargos públicos: no podían, en concreto, acceder a funciones militares ni políticas en que tuvieran jurisdicción sobre musulmanes, pero sí ocupar ciertos puestos administrativos. Sin embargo hubo judíos que detentaron el cargo de visir, como Semuel ibn Nagrella en el reino taifa de Granada, o un lugar preeminente en la corte califal como el médico y diplomático Hasday ibn Shaprut en tiempos de Abd al-Rahmán III (912-961), pero se trató de un número muy reducido y sus encumbramientos fueron muy precarios, pues dependían del favor de los príncipes y «se exponían a caídas y muertes violentas tan pronto como perdían la confianza de sus amos», además de levantar la ira popular al tratarse de dhimmis, ha destacado Joseph Pérez. Fue el caso del hijo de Semuel ibn Nagrella, Yosef, que sucedió en el cargo a su padre y no se comportó tan discretamente como él, haciendo ostentación de su poder, por lo que fue una de las víctimas de la terrible matanza que tuvo lugar en Granada el 30 de diciembre de 1066 en la que murieron cerca de cuatro mil judíos.
La autonomía jurídica de que disfrutaron los judíos en Al-Ándalus se concretó en la organización de sus comunidades en aljamas, que según Joseph Pérez, «alcanzaron un gran nivel de importancia y actividad», empezando por la de la propia capital, Córdoba ―en algunas ciudades, como Lucena, los judíos eran más numerosos que los musulmanes―. Las aljamas ―que en árabe significa ‘ayuntamiento’ o ‘reunión de gente’― eran las entidades autónomas en las que se agrupaban las comunidades judías de las diferentes localidades. Tenían sus propios magistrados que desempeñaban las tareas administrativas, incluyendo el reparto de los impuestos, y se regían por sus propias normas jurídicas basadas en el Talmud y la Torá interpretados por los rabinos. Joseph Pérez ha destacado que la aljama ni es un distrito urbano ni debe confundirse con el gueto: «la aljama es una persona moral no un distrito urbano; los judíos no viven en guetos separados; si prefieren agruparse en determinados barrios, es porque así lo deciden libremente: tienen, de esta forma, mayor comodidad para ir a la sinagoga, para enviar a sus hijos a las escuelas, para abastecerse de alimentos conforme a las normas de la ley, etc.».
En cuanto a las actividades que realizaban los judíos, inicialmente no tuvieron una dedicación específica ―muchos judíos cultivaban la tierra―, pero algunos de ellos pronto se especializaron en el comercio ―el comercio de esclavos procedentes del este de Europa y la «fabricación» de eunucos fue un monopolio judío― y en el préstamo, además de ocuparse de la recaudación de impuestos, por encargo de las autoridades andalusíes que no querían que musulmanes realizaran las actividades más impopulares. «Ello permitió a los judíos ―o por lo menos a algunos de ellos― llegar a una posición económica de prosperidad, pero les exponía también, en épocas de crisis y recesión, a sufrir la ira del resto de la población, que tendía a ver en ellos los beneficiarios y los responsables de todas las dificultades».
La situación de los judíos en Al-Ándalus no fue siempre igual. En general, se distinguen dos períodos bien diferenciados: antes y después de la llegada de los almorávides en torno a 1086. El primero, que abarca el Emirato de Córdoba (711-912), el Califato de Córdoba (912-1031) y los primeros reinos de taifas (1031-1086), se caracterizó porque los judíos pudieron vivir sin graves problemas bajo el estatuto de dhimmis y sin padecer ninguna persecución. Fue un periodo en el que la cultura judía, muy influida por la árabe, alcanzó su edad de oro ―aunque historiadores como Joseph Pérez cuestionan el uso de esa expresión―. «Los últimos años del califato de Córdoba y la época de los reinos de taifas, hasta mediados del siglo XII, representan el gran momento de la comunidad hebrea de Al-Ándalus. Sin renunciar a su fe ni a sus tradiciones las élites judías asimilaron entonces lo mejor que tenía la civilización musulmana», incluida su lengua. Se puede hablar del «momento andalusí» de la cultura judía.
El segundo periodo, iniciado con la llegada de los almorávides a Al-Ándalus en 1086, se caracterizó por el empeoramiento de la situación de los ‘’dhimmis’’ en general y de los judíos en particular. Los almorávides, defensores de la ortodoxia islámica, echaron en cara a los reyes de las taifas su condescendencia respecto a cristianos y a judíos y criticaron el poder que habían alcanzado algunos ellos. La intransigencia de las nuevas autoridades provocó una primera emigración de judíos hacia los reinos cristianos del norte y conversiones forzosas al islam. Pero el deterioro definitivo se produjo con la llegada a mediados del siglo XII de los aún más fundamentalistas almohades que se mostraron absolutamente intransigentes con los dhimmis. Al parecer la mayoría de los judíos se vio forzada a convertirse al islam aunque siguió practicando clandestinamente el judaísmo. Los que no lo hicieron emigraron, en su mayor parte a los reinos cristianos del norte. Allí donde opusieron resistencia, como en Granada, fueron objeto de una dura represión y obligados a llevar una indumentaria que los diferenciara de los musulmanes ―en Granada vestido azul y gorro amarillo en lugar de turbante―, incluso aquellos que se habían convertido porque el califa almohade, según un cronista andalusí, «dudaba de la sinceridad de su fe islámica». Además a estos conversos se les prohibió comerciar y sus hijos fueron separados de sus familias para ser educados por musulmanes. Así pues, «se acabó con la prosperidad y la vida cultural hebrea en al-Andalus que no volvió a reconstituirse. Los judíos que permanecieron en territorio musulmán después de la caída de los almohades [en el primer tercio del siglo XIII] fueron una minoría de la que sabemos poco, pero que distó mucho de conocer una situación comparable a la de antes».